# Lago Nokomis

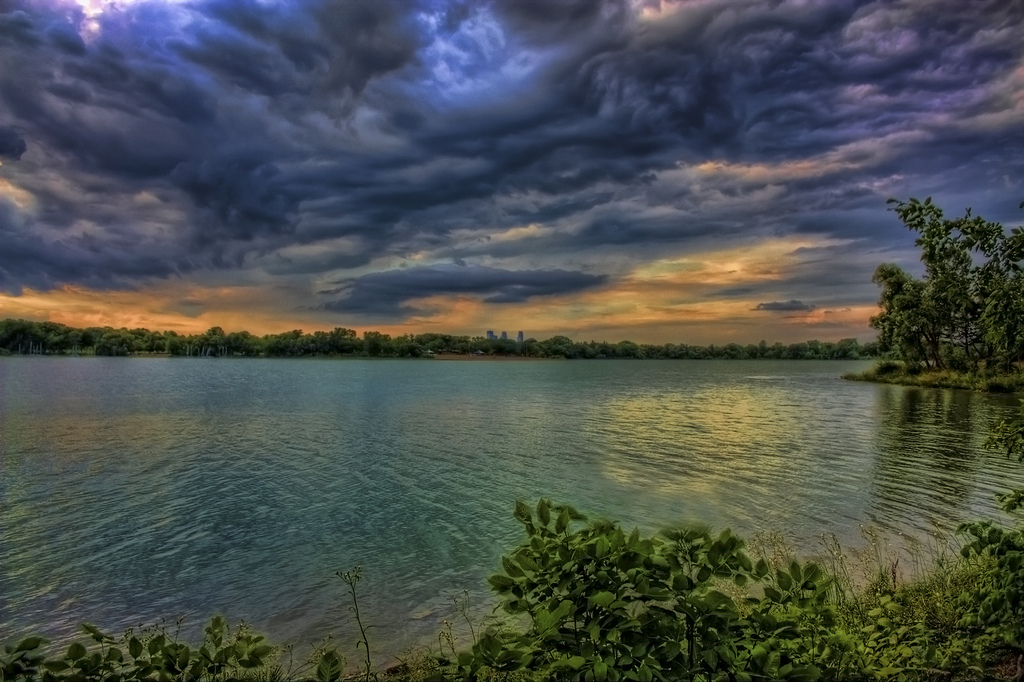
Vista del Lago Nokomis

Il lago Nokomis è uno lago situato a Minneapolis, nel Minnesota; era precedentemente chiamato dal 1819 lago Amelia in onore della figlia del capitano George Gooding, Amelia appunto. Il nome attuale fu adottato nel 1910 per onorare Nokomis, nonna di Hiawatha, il leggendario eroe indiano del poema di Henry Wadsworth Longfellow.

## Descrizione
Il lago si trova nella parte meridionale della città, a ovest del fiume Mississippi e a sud del lago Hiawatha; è di forma ovale, con un lungo asse che va da sud-ovest a nord-est. Poiché la parte inferiore del lago è attraversata da Cedar Avenue che corre verso nord-sud, l'impressione da terra è che il lago ha la forma di una L. Il lago ha una superficie di 204 acri (0,83 km quadrati).